# Café Américain

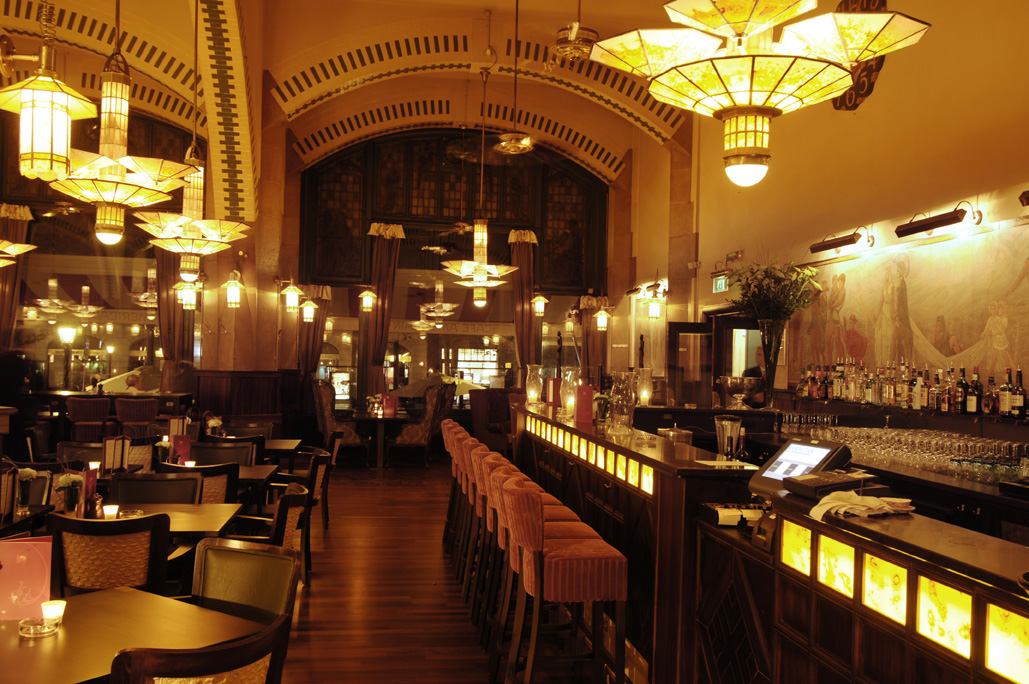
Interieur van Café Americain in 2010

Café Américain, ook wel Café Americain genoemd, is een klassiek grand café in Amsterdam dat dateert uit 1902 en zich bevindt aan het Leidseplein op het gelijkvloers van wat Amsterdammers Hotel Américain noemen. Hotel Americain is onderdeel van Eden Hotel Group. 

## Naam
De naam 'Café Américain' is ontleend aan het Franse 'café américain', ook wel 'café allongé' of, in het Italiaans, 'café lungo', dat wil zeggen 'aangelengde koffie'. Dat is een kleine espresso in een groot kopje, waarnaast een kannetje heet water wordt geserveerd om de espresso aan te lengen. Ook vandaag de dag is het bestellen bij de ober in Frankrijk of Italië van 'un americain' of 'café lungo' genoeg om het gewenste drankje op tafel te krijgen. Insiders noemen Café Américain bij voorkeur 'Het Américain' of 'Américain'. Het wordt ook wel de huiskamer van Amsterdam genoemd.

## Interieur
Het Café Américain heeft een art nouveau-interieur met op de wanden een afbeelding van Shakespeares Midsummer Night's Dream, Tiffany-lampen, glas-in-loodramen en heeft een antieke leestafel, de oudste van Amsterdam, waar artiesten en intellectuelen zich van oudsher graag verzamelen. Schrijver Harry Mulisch zat in de jaren vijftig regelmatig aan deze leestafel en liet zich dan opbellen, zodat er werd omgeroepen dat er "telefoon voor de heer Mulisch" was en hij opzichtig naar de telefoon kon lopen. Deze leestafel werd in oktober 2011, een jaar na zijn overlijden, naar Mulisch vernoemd en van een plaquette voorzien.
Na een verbouwing van enkele maanden werd Café Américain in december 2017 heropend. Het interieur werd gereconstrueerd aan de hand van oude foto's. Het werd ruimer en frisser gemaakt, waardoor het minder als een restaurant, maar ook minder gedistingeerd oogde. Bij de herinrichting verdween niet alleen het als een "ruimteschip" ogende buffet voor desserts en gebak, maar ook de leestafel, die elders in het hotel een plek kreeg. Anderhalf jaar later keerde de leestafel terug in het café.

## Trivia
- Vooral in de jaren vijftig was Café Américain, en dan met name het terras op zomerse zondagochtenden, ook populair bij homoseksuele mannen, om te zien en gezien te worden of om af te spreken voor of na concert- en theaterbezoek.[5]
- Het eerste seizoen van RTL Late Night werd vanuit het café uitgezonden. Na het eerste seizoen verhuisde het programma naar het Schiller Hotel aan het Rembrandtplein, omdat het vanwege de toenemende populariteit in Café Américain voor overlast zorgde.[6][7]